# Anemia blechnoides
Anemia blechnoides är en ormbunkeart som beskrevs av Smith. Anemia blechnoides ingår i släktet Anemia och familjen Anemiaceae. Inga underarter finns listade.